# Leptataspis lutea
Leptataspis lutea är en insektsart som beskrevs av Schmidt 1911. Leptataspis lutea ingår i släktet Leptataspis och familjen spottstritar. Inga underarter finns listade i Catalogue of Life.